# ویرجینیا هریت کلاین
ویرجینیا هریت کلاین (۱۴ ژوئیه ۱۹۱۰ – ۵ فوریه ۱۹۵۹) یک زمین‌شناس، چینه‌شناس و کتابدار بود که تمرکز زیادی بر فعالیت‌های میدانی داشت.

## اوایل زندگی و تحصیلات
ویرجینیا کلاین در کولمن، میشیگان در تاریخ ۱۴ ژوئیه ۱۹۱۰ به دنیا آمد. پدرش ری کلاین و مادرش ابی یانگ کلاین بودند. او در دبیرستان و کالج در لانسینگ، میشیگان تحصیل کرد و در نهایت مدرک کارشناسی علوم خود را در ژوئن ۱۹۳۱ از کالج ایالتی میشیگان دریافت کرد. دوره کارشناسی او در دانشگاه میشیگان، ان آربر تکمیل شد و در ژوئن ۱۹۳۳ مدرک کارشناسی ارشد خود را دریافت کرد. سپس، در ژوئن ۱۹۳۵ مدرک دکترای خود را در زمین‌شناسی برای پایان‌نامه‌ای با عنوان «چینه‌شناسی و دیرینه‌شناسی سازند سیلیکا (دوران هامیلتون) جنوب‌شرقی میشیگان» کسب کرد. چندین سال بعد، در مه ۱۹۴۲ مدرک کارشناسی هنر در علوم کتابداری را نیز اخذ کرد.

## حرفه

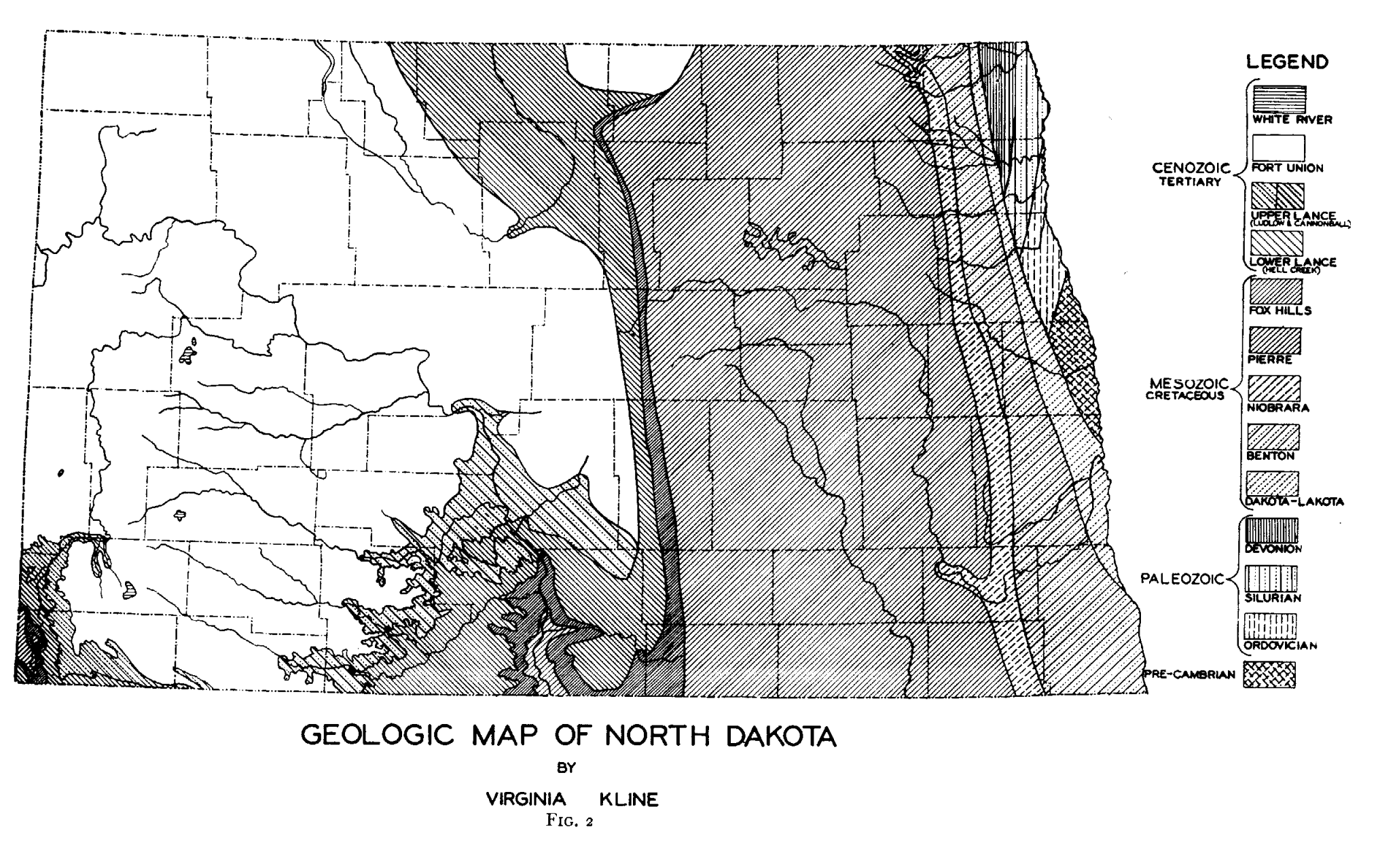
نقشه زمین‌شناسی داکوتای شمالی از کتاب «چینه‌شناسی داکوتای شمالی»، که کلاین در هنگام همکاری با سازمان زمین‌شناسی داکوتای شمالی تهیه کرد. داده‌های این نقشه از تحقیقات میدانی کلاین، داده‌های تاریخی و کارهای تکمیلی هاوارد ئی. سیمپسون، فرانک سی. فولی، فردریک دبلیو. وودیس، ای.جی. لئونارد و سی.جی. هارس جمع‌آوری شده است.

کلاین حرفه خود را به‌عنوان یک چینه‌شناس موقت در سال ۱۹۳۷ با سازمان زمین‌شناسی داکوتای شمالی در گرند فورکس، داکوتای شمالی آغاز کرد. در این مدت، او بیشتر وقت خود را در زمینه مطالعه نمونه‌های چاه، لاگ‌های حفاری و مجموعه‌های فسیلی صرف کرد. اولین کار منتشر شده او با عنوان «چینه‌شناسی داکوتای شمالی» نتیجه تجربیاتی بود که او کسب کرد. این کار داده‌های بسیاری از نمونه‌ها در داخل و اطراف داکوتای شمالی را برای ایجاد تاریخچه زمین‌شناسی این ایالت جمع‌آوری کرد.
کلاین حرفه برجسته‌ای داشت و در سال ۱۹۴۰ برای چندین شرکت در منطقه سه‌گانه ایلینوی، ایندیانا و کنتاکی کار کرد. این شرکت‌ها شامل شرکت اکتشاف نفت میشیگان، شرکت مواد معدنی چپمن و شرکت تولید سوهو بودند، جایی که او در زمان رکود اقتصادی به‌عنوان تنها زمین‌شناس برای هر سه شرکت کار کرد. در این مدت، او با ویژگی‌های چینه‌شناسی منطقه آشنا شد و در وظایف مربوط به مطالعه نمونه‌ها و موقعیت‌یابی چاه‌ها مهارت پیدا کرد.
در سال ۱۹۴۱، او به مشاوره در لانسینگ، میشیگان مشغول شد و هم‌زمان در رشته علوم کتابداری تحصیل کرد و سرانجام مدت کوتاهی به‌عنوان کتابدار مدرسه مهندسی عمران دانشگاه میشیگان کار کرد. سال بعد، او یک موقعیت در دانشگاه می‌سی‌سی‌پی به‌عنوان استاد دانشیار زمین‌شناسی در دپارتمان زمین‌شناسی پذیرفت و همچنین زمین‌شناس دستیار در سازمان زمین‌شناسی می‌سی‌سی‌پی شد. این موقعیت به او فرصتی داد تا کتاب «زمین‌شناسی شهرستان کلی، می‌سی‌سی‌پی» را هم‌نویس کند و بخشی به نام «فسیل‌های شهرستان کلی: فورامینفرا و اوستراکودای دوره میدوی» را بنویسد که داده‌های صدها نمونه هسته‌ای در سراسر می‌سی‌سی‌پی را در سال ۱۹۴۲ جمع‌آوری کرد. این داده‌ها برای دسته‌بندی انواع میکروفسیل‌های موجود در خاک رس استفاده می‌شد که برای زمین‌شناسی اهمیت دارد، زیرا می‌توان از آن‌ها برای تاریخ‌گذاری لایه خاک رس استفاده کرد که امکان همبستگی بین لایه‌های مختلف در فواصل طولانی را فراهم می‌کند.
در سال ۱۹۴۳، در طول جنگ جهانی دوم، کلاین به‌عنوان تحلیلگر دستیار نفت در دفتر نفت شیکاگو منصوب شد. در نوامبر ۱۹۴۴، او یک موقعیت را در سازمان زمین‌شناسی ایالتی ایلینوی به‌عنوان زمین‌شناس همکار در بخش نفت و گاز پذیرفت. او در این موقعیت به مدت چهارده سال تا زمان مرگش در سال ۱۹۵۹ کار کرد و کمک‌های بسیاری به دانش زمین‌شناسی انجام داد. در سال ۱۹۴۶، او به عضویت AAPG درآمد.

## کاربردهای علم
در دوران دانشگاه، کلاین هم‌نویسنده مقاله‌ای با عنوان «بازبینی انواع بازوپایان‌های الکساندر وینچل از گروه سنگ‌های تروِرس دوران دونین میانه در میشیگان» بود. این مقاله بخشی اساسی از ادبیات علمی بود که نقش زنان در زمین‌شناسی را نشان داد و همچنین نشان داد که علم، به‌ویژه زمین‌شناسی، در زمان او همچنان در حال تحول بود.
این کار همچنین ارتباطی با مفهوم این داشت که علم یک فرایند مداوم برای درک دانش است که همراه با کشفیات و ایده‌های جدید توسعه می‌یابد. از نظر تاریخی، اصلاحات بسیاری به نام علم انجام شده‌اند تا با داده‌های جدید تطبیق پیدا کنند، همان‌طور که در کارهای اِلرز و کلاین برای اصلاح تفاسیر قبلی لایه‌ها با استفاده از قوانین چینه‌شناسی استنو نشان داده شده است.
نتیجه این کار فهرست فسیل منطقه را به‌روزرسانی کرد، که به‌نوبه خود شرکت‌های فعال در حفاری را به رویکردی جدید در جستجوی مناطقی برای سرمایه‌گذاری منابع هدایت می‌کند و همچنین به چالش کشیدن دیدگاه‌های موجود در مورد تاریخ منطقه را ممکن می‌سازد.
با ادامه حرفه کلاین، او به شدت در زمینه زمین‌شناسی نفت و به‌ویژه چینه‌شناسی و فهرست‌بندی فسیل‌ها فعالیت داشت. در سال ۱۹۴۲، در حالی که به‌عنوان استاد دانشیار و زمین‌شناس در دانشگاه می‌سی‌سی‌پی کار می‌کرد، کلاین یک خلاصه گسترده از لیتولوژی و توزیع سازند زمین‌شناسی در این ایالت تهیه کرد.
در اواخر دوران فعالیتش در دانشگاه می‌سی‌سی‌پی، کلاین هم‌نویسنده یک اثر مهم دیگر در مورد توصیف و تصویرسازی میکروفسیل‌ها بود؛ موضوعی که تنها به‌طور مختصر پیش‌تر بررسی شده بود. این کار بار دیگر نشان داد که علم یک فرایند در حال تحول است که از ترکیب کشفیات جدید و درک موجود شکل می‌گیرد.